# 多良間島

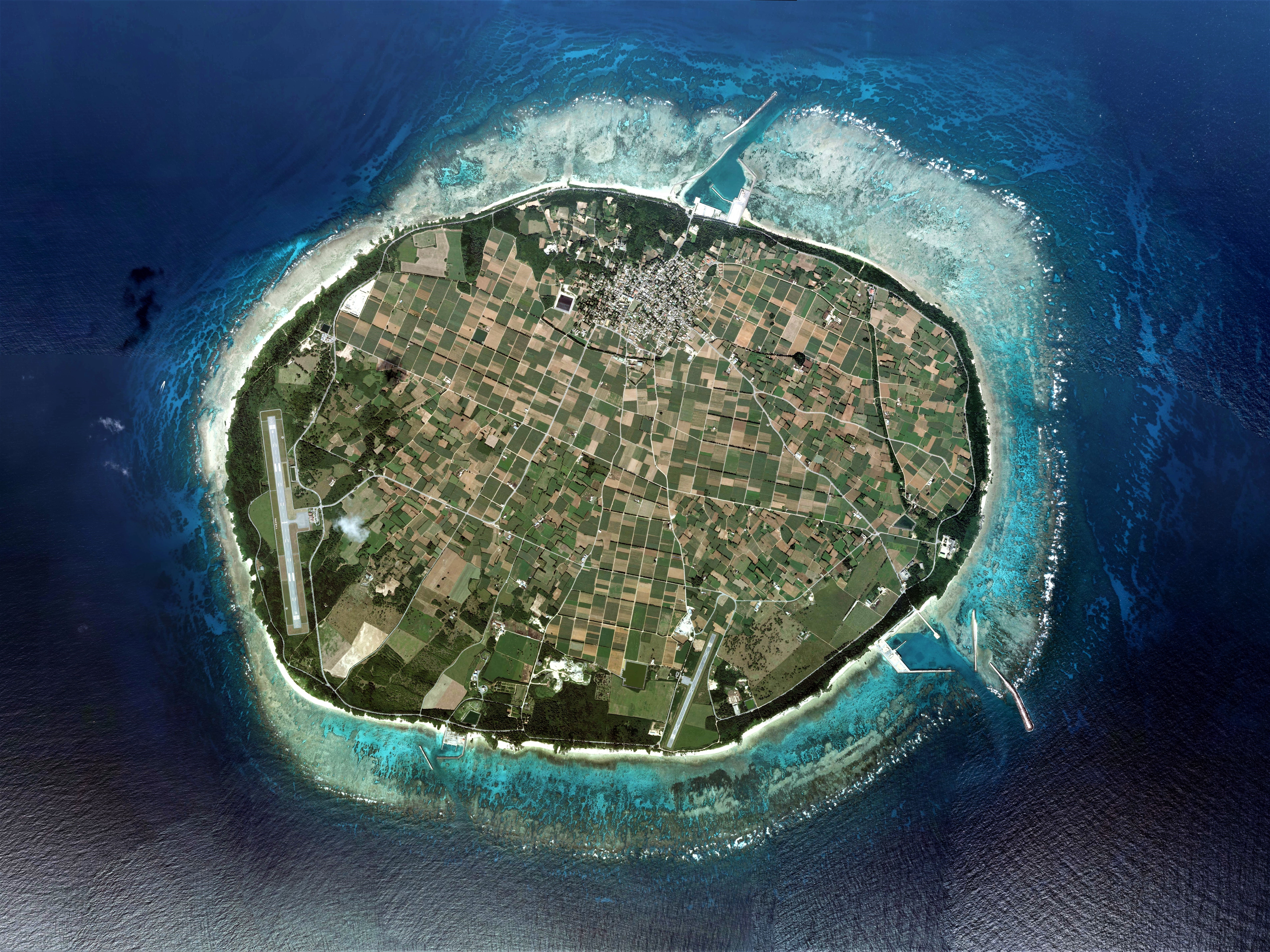
多良間島の空中写真。
2008年11月14日撮影の16枚を合成作成。
。

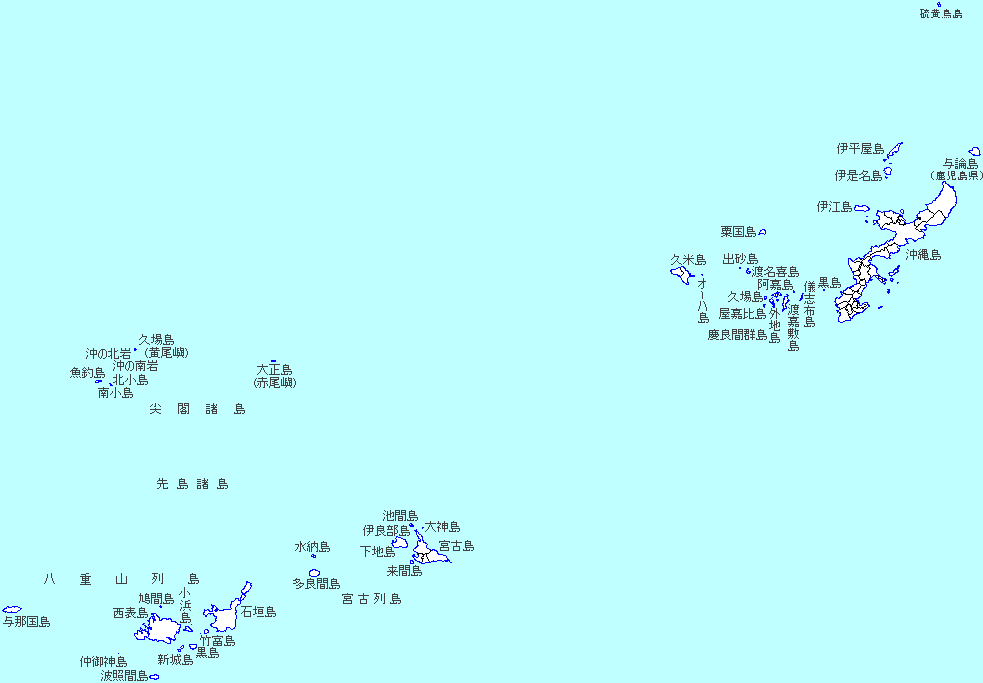
多良間島の位置

多良間島（たらまじま）は、沖縄県の宮古島と石垣島の中間に位置する宮古列島の島である。行政区分としては、全島が沖縄県宮古郡多良間村に属する。

## 地理
多良間島は宮古列島の南西端に位置し、東方にある宮古島との距離は約67km、西方にある石垣島との距離は約35kmである。また多良間島の北方8kmには水納島がある。人口は1,151人（住民基本台帳人口、2019年1月1日時点）。
東西約6km・南北約4.3kmのほぼ楕円形をした島で、面積は約19.75km2で沖縄県の島で11番目の大きさである。隆起サンゴ礁からなるため、島全体が平坦で山や河川はない。最高点は北部にある八重山遠見台の34.2m。島の周囲は砂浜に囲まれ、サンゴ礁が発達している。
2011年（平成23年）3月29日には、多良間島及び水納島のほぼ全域が多良間県立自然公園に指定されている。

## 気候
熱帯雨林気候（Af）に属する。
- 最寒月平均気温 18.7°C（1月）
- 乾燥限界 626mm＜年平均降水量 1943.2mm
- 最少雨月降水量 111.3mm（3月）

| 仲筋（2003年 - 2020年）の気候      | 仲筋（2003年 - 2020年）の気候 | 仲筋（2003年 - 2020年）の気候 | 仲筋（2003年 - 2020年）の気候 | 仲筋（2003年 - 2020年）の気候 | 仲筋（2003年 - 2020年）の気候 | 仲筋（2003年 - 2020年）の気候 | 仲筋（2003年 - 2020年）の気候 | 仲筋（2003年 - 2020年）の気候 | 仲筋（2003年 - 2020年）の気候 | 仲筋（2003年 - 2020年）の気候 | 仲筋（2003年 - 2020年）の気候 | 仲筋（2003年 - 2020年）の気候 | 仲筋（2003年 - 2020年）の気候 |
| 月                                 | 1月                           | 2月                           | 3月                           | 4月                           | 5月                           | 6月                           | 7月                           | 8月                           | 9月                           | 10月                          | 11月                          | 12月                          | 年                            |
| ---------------------------------- | ----------------------------- | ----------------------------- | ----------------------------- | ----------------------------- | ----------------------------- | ----------------------------- | ----------------------------- | ----------------------------- | ----------------------------- | ----------------------------- | ----------------------------- | ----------------------------- | ----------------------------- |
| 最高気温記録 °C （°F）             | 27.5 (81.5)                   | 27.8 (82)                     | 28.7 (83.7)                   | 30.9 (87.6)                   | 32.7 (90.9)                   | 34.6 (94.3)                   | 35.2 (95.4)                   | 35.4 (95.7)                   | 34.6 (94.3)                   | 32.9 (91.2)                   | 31.0 (87.8)                   | 29.2 (84.6)                   | 35.4 (95.7)                   |
| 平均最高気温 °C （°F）             | 21.3 (70.3)                   | 22.2 (72)                     | 23.4 (74.1)                   | 25.8 (78.4)                   | 28.6 (83.5)                   | 31.0 (87.8)                   | 32.5 (90.5)                   | 32.0 (89.6)                   | 31.1 (88)                     | 28.8 (83.8)                   | 26.2 (79.2)                   | 22.7 (72.9)                   | 27.2 (81)                     |
| 日平均気温 °C （°F）               | 18.7 (65.7)                   | 19.5 (67.1)                   | 20.4 (68.7)                   | 22.8 (73)                     | 25.6 (78.1)                   | 28.2 (82.8)                   | 29.5 (85.1)                   | 29.1 (84.4)                   | 28.1 (82.6)                   | 26.0 (78.8)                   | 23.6 (74.5)                   | 20.2 (68.4)                   | 24.3 (75.7)                   |
| 平均最低気温 °C （°F）             | 16.3 (61.3)                   | 17.0 (62.6)                   | 17.8 (64)                     | 20.3 (68.5)                   | 23.3 (73.9)                   | 26.1 (79)                     | 27.2 (81)                     | 26.7 (80.1)                   | 25.7 (78.3)                   | 23.9 (75)                     | 21.5 (70.7)                   | 17.9 (64.2)                   | 22.0 (71.6)                   |
| 最低気温記録 °C （°F）             | 7.5 (45.5)                    | 6.6 (43.9)                    | 8.6 (47.5)                    | 10.4 (50.7)                   | 13.4 (56.1)                   | 18.0 (64.4)                   | 22.8 (73)                     | 23.1 (73.6)                   | 18.2 (64.8)                   | 16.6 (61.9)                   | 13.4 (56.1)                   | 6.1 (43)                      | 6.1 (43)                      |
| 降水量 mm （inch）                 | 135.1 (5.319)                 | 111.5 (4.39)                  | 111.3 (4.382)                 | 138.7 (5.461)                 | 183.9 (7.24)                  | 177.9 (7.004)                 | 136.1 (5.358)                 | 237.0 (9.331)                 | 246.1 (9.689)                 | 159.8 (6.291)                 | 167.2 (6.583)                 | 132.4 (5.213)                 | 1,943.2 (76.504)              |
| 平均降水日数 （≥1.0 mm）           | 13.1                          | 11.2                          | 10.0                          | 9.2                           | 10.3                          | 9.5                           | 8.8                           | 12.1                          | 11.7                          | 9.7                           | 10.8                          | 12.9                          | 129.8                         |
| 出典1：Japan Meteorological Agency |                               |                               |                               |                               |                               |                               |                               |                               |                               |                               |                               |                               |                               |
| 出典2：気象庁                      |                               |                               |                               |                               |                               |                               |                               |                               |                               |                               |                               |                               |                               |

## 産業
島のほとんどが耕作地で、サトウキビ栽培や肉用牛の飼育が行われており、特に黒糖では単位面積あたりの収穫量が沖縄県内で最多となっている。一方で漁業はあまり盛んではなく、近年まで漁港整備も進んでいなかった。なお、リゾート開発が行われていない等、観光産業は発達しておらず、島を訪れる観光客は少ない。
島の名産品には黒糖やヤギ料理、ぱなぱんびん・うーやきがーす（うーまきがーす）・たらまんぼーなどの菓子がある。また、近年は島で昔から作られてきたササゲ（島では黒アズキ、黒豆などと呼ばれている）の栽培が盛んになってきており、「たらま黒豆」として販売されている。

## 交通

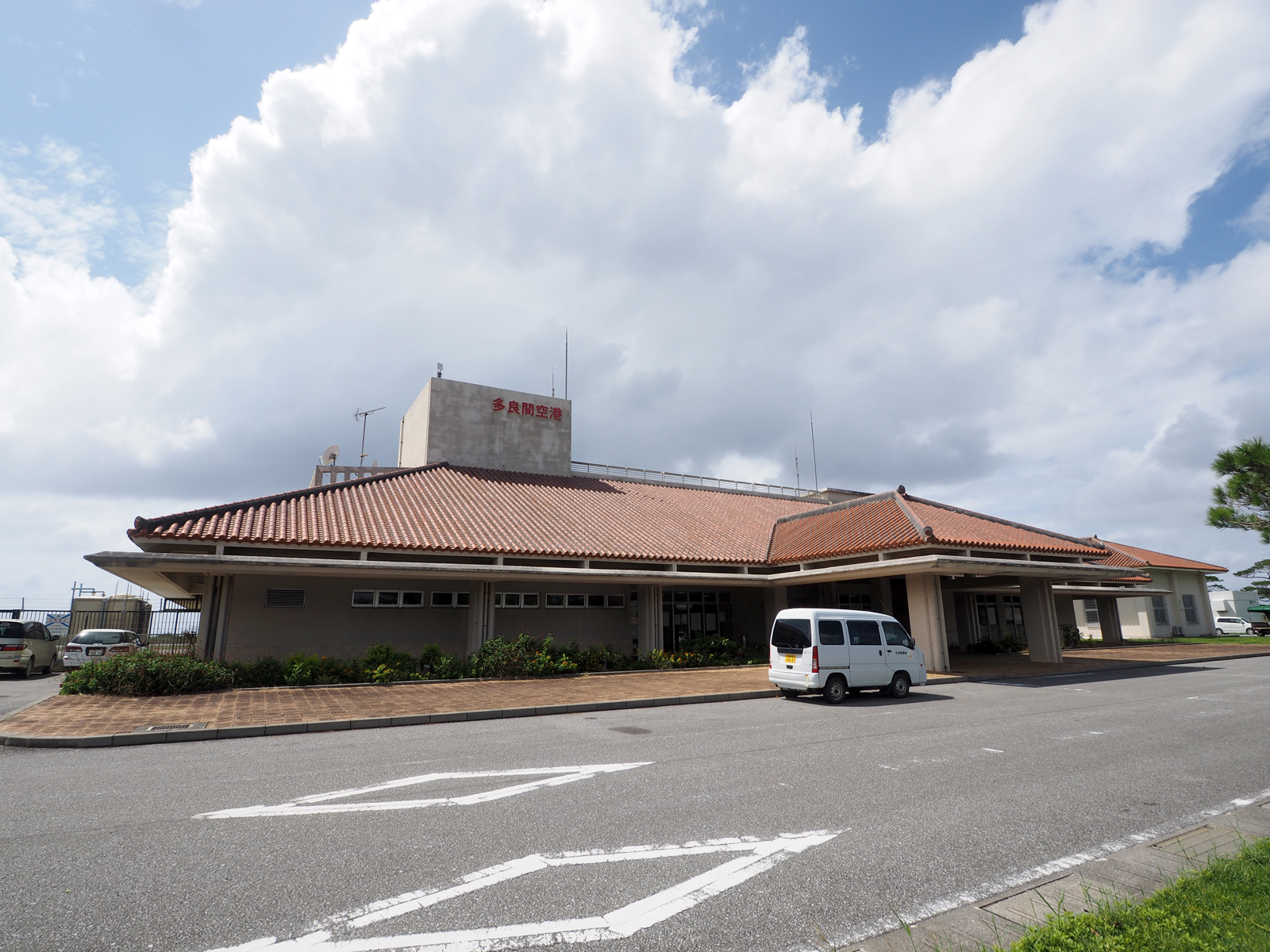
多良間空港

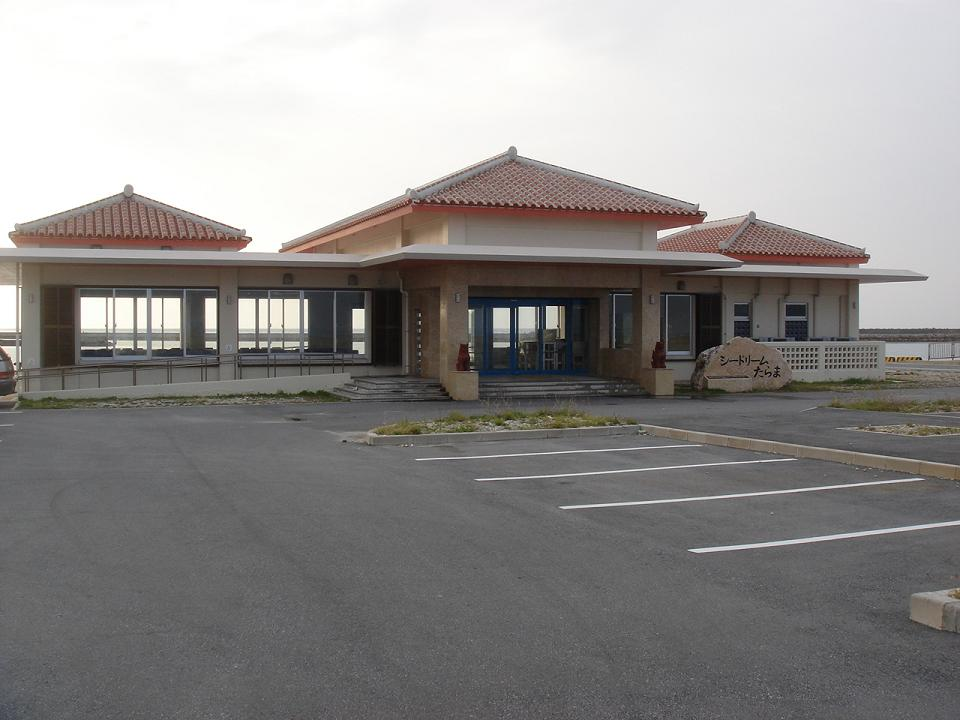
前泊港：シードリームたらま

### 空港
- 多良間空港 - 琉球エアーコミューターが宮古空港との間で定期航路を運航している。所要時間20分、1日2便。

### 港湾
- 普天間港 - 島の南東部にある[9]。多良間海運が運航する宮古島（平良港） - 多良間島間のフェリーが発着する。所要時間2時間。
- 前泊港 - 島の北部にある。夏場は平良航路のフェリーが発着する。他には水納島へのチャーター船が発着するほか、小型船の利用が中心。2015年4月27日に浮桟橋の供用が開始された[10]。
- 多良間漁港 - 島の南部にある第1種漁港。

### 道路
国道・主要地方道はなし。一般県道は村役場と前泊港を結ぶ沖縄県道205号多良間多良間港線のみ。かつては塩川と仲筋を結ぶ路線が沖縄県道233号塩川仲筋線として県道に指定されていたが、2013年3月に県道としては廃止され、多良間村に移管された。

### 島内交通
- 村営路線バスがある。道路運送法第78条に基づく自家用自動車有償旅客運送[13]。タクシーはない。
- レンタカー・レンタルバイク・レンタサイクルがある[8]。

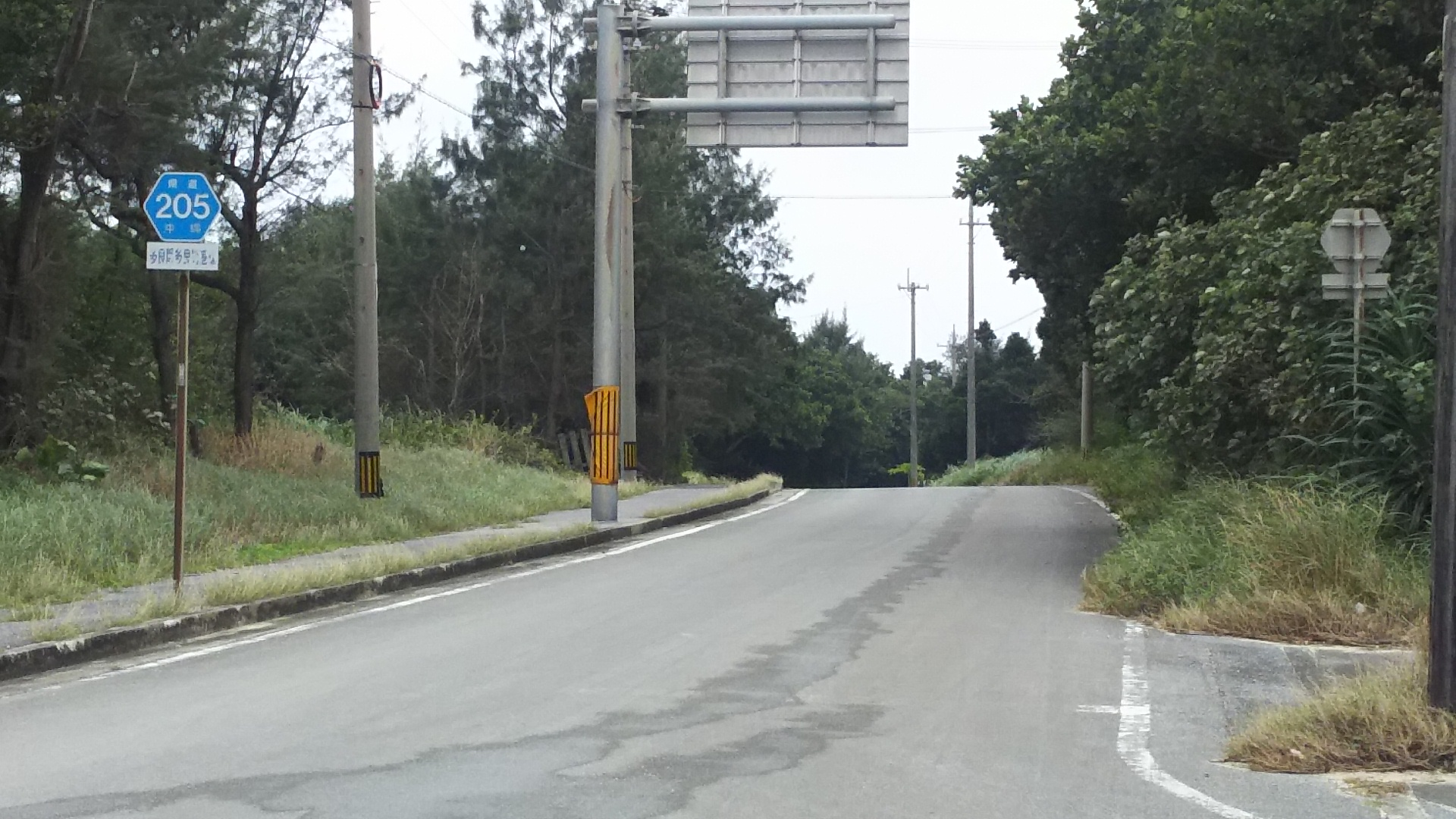
沖縄県道205号多良間多良間港線
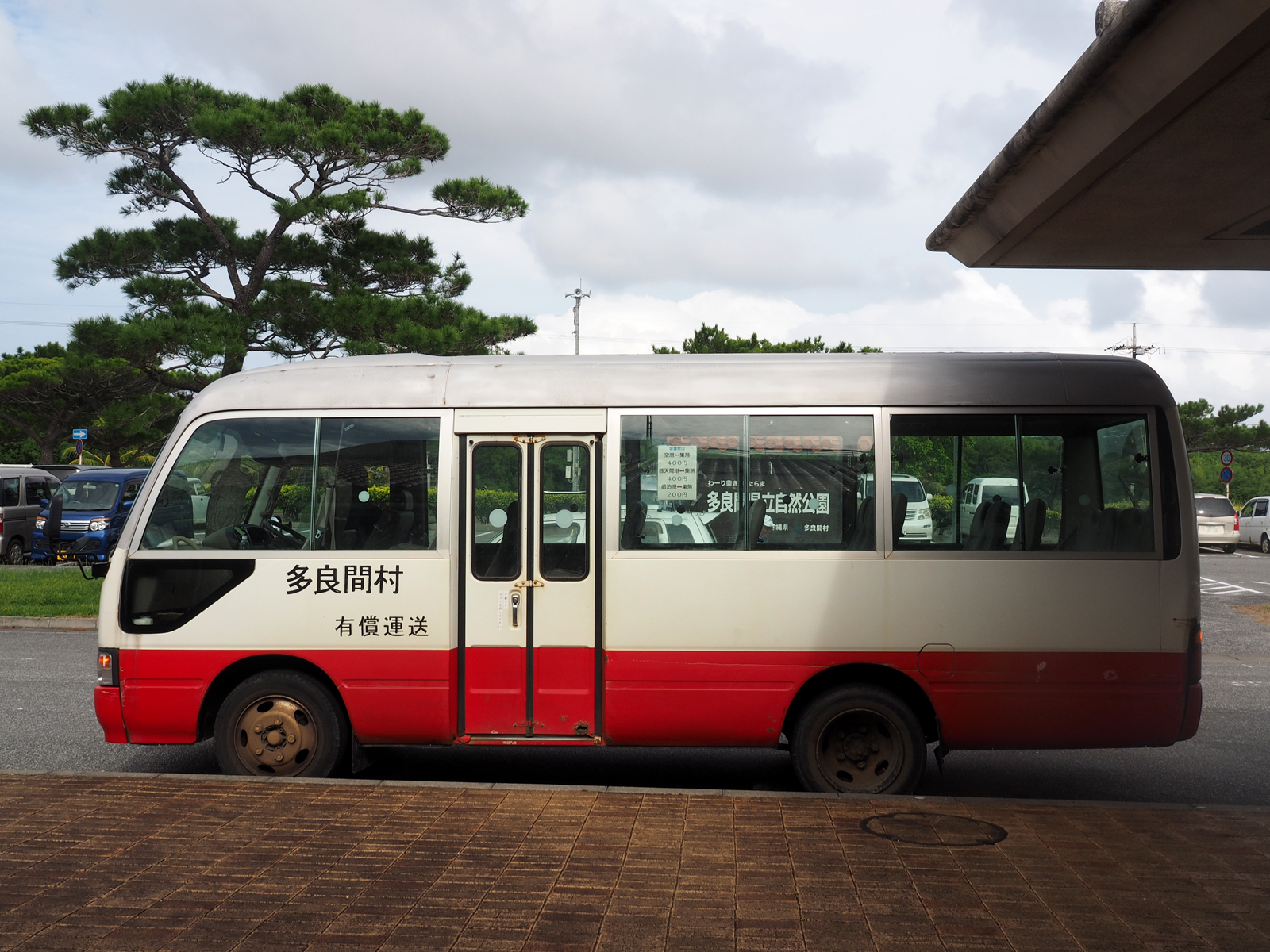
村営バス

## 名所・旧跡・観光スポット・祭事

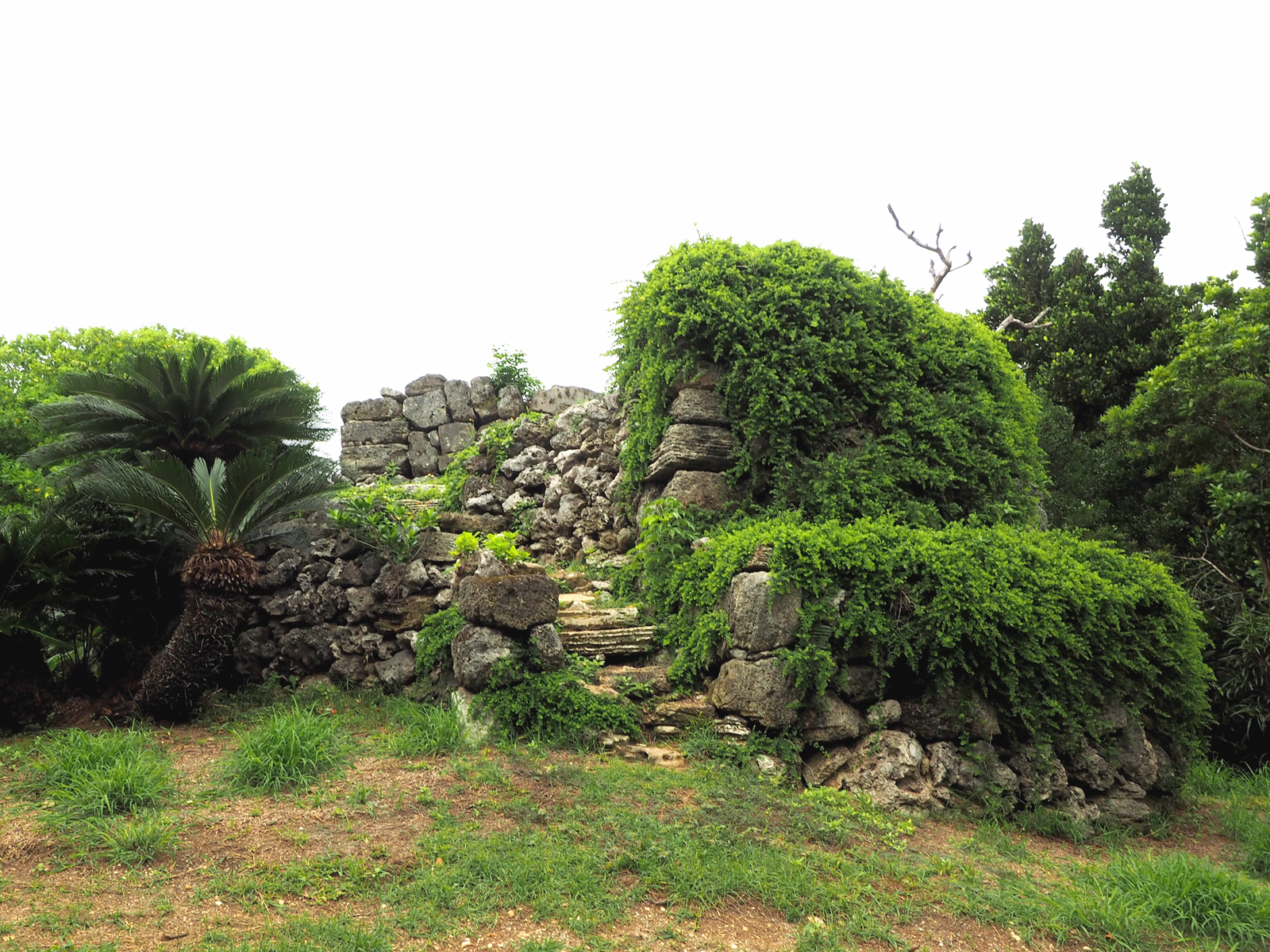
八重山遠見

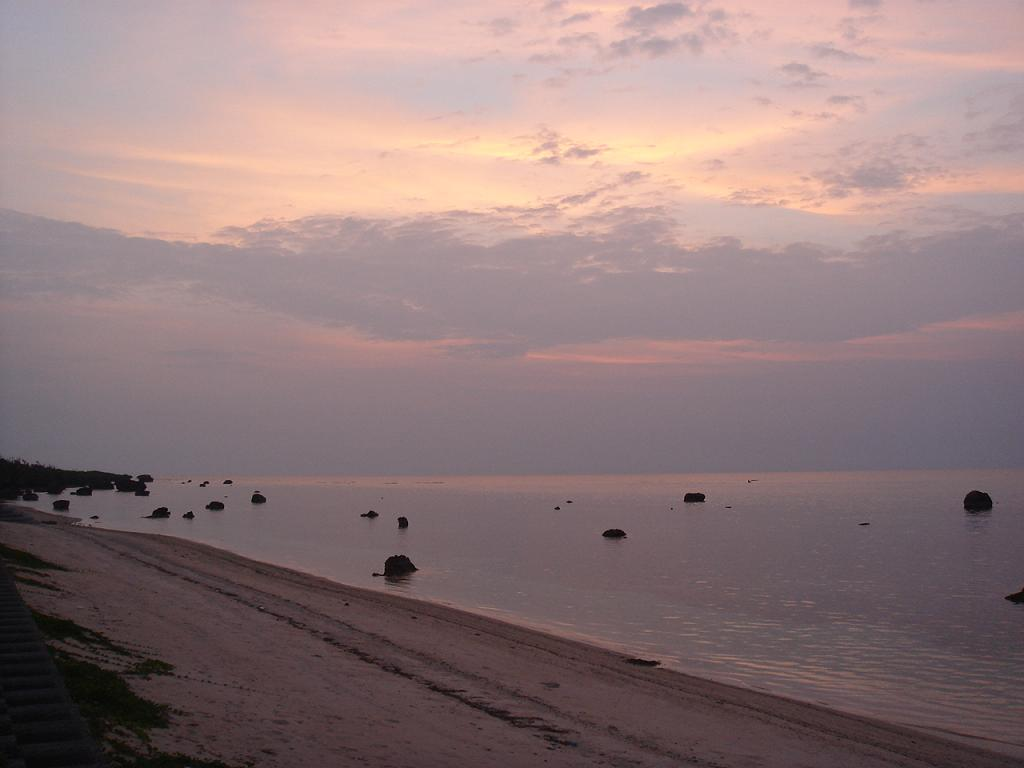
ふるさと海浜公園

### 名所・旧跡・観光スポット
- たらまゆがぷうランド[14]
- 先島諸島火番盛（宮古遠見、八重山遠見） - 国の史跡[15]
- 土原豊見親のミャーカ
- ふるさと海浜公園
- 抱護 - 林業遺産[16]

### 祭事・催事
- 多良間の豊年祭（八月踊り） - 国の重要無形民俗文化財。旧暦8月8日から3日間[17]
- スツウプナカ - 旧暦5月に行われる豊年祈願の祭[17][18]。
- たらま島一周マラソン - 毎年11月に開催[19]。